# Massenya
Massenya (arabe : ماسينيا), aussi appelée Tchikina, est une ville du Tchad située au centre ouest du pays. La ville est le chef-lieu de la région du Chari-Baguirmi et du département du Baguirmi.
Fondée vers 1513, elle est la capitale du royaume du Baguirmi et la résidence des souverains du Baguirmi jusqu'au départ en 1898  du Mbang Gaourang.

## Étymologie
La ville tire son nom du mot barma mas qui signifie tamarinier et du nom de la femme peul na qui est à l'origine de la cité selon l'une des traditions.
Elle est aussi appelée Tchikina par les Arabes, les Peuls et autres communautés.

## Géographie

### Localisation
La ville est située à 165 km au sud-est de Ndjamena, dans la vallée du Bahr Erguig, un affluent du Chari.

### Quartiers
La ville est divisée en trois quartiers : le quartier Baguirmi, le quartier haoussa et le quartier Sara. Le premier quartier abrite le grand marché et la résidence du Roi. Le second a été créé par le chef religieux arabe Gombo Mahamat Oumar Abakar, un ami intime du Mbang Gaourang venu du Nigeria et devenu imam de la grande mosquée jusqu'à sa mort. Dans le troisième quartier se trouvent les bâtiments administratifs.

## Histoire
Selon la tradition, la cité est fondée vers 1513 par le chasseur Bernim-Bessé ou Dokkengué.
En 1894, la ville est détruite par Rabah, seigneur de la guerre du Soudan.
L'ancienne capitale du royaume du Baguirmi, Boum Massénia, est abandonnée et incendiée par le Mbang Gaourang en 1898, ne pouvant soutenir le siège préparé par Rabah.

## Population
La population de la ville compte des Peuls, des Barmas, des Arabes, des Saras, des Ouaddaiens, des Hadjarai, des Boulala, ou encore des Haoussas et Kanouri (Bornou).

## Actions de développement
En 2017, le Cercle de réflexion et d'action « Tchad Résilience » met en oeuvre, dans le cadre de l'initiative Objectif 2030, le projet « Construction d'un micro barrage hydraulique villageois à Massenya ».

## Personnalités
- Abdoulaye Lamana, homme politique, y est né vers 1933.
- Abderamane Moctar Mahamat, homme politique, ancien Ministre.
- Ahmed Koullamallah, (11 février 1912 – 5 septembre 1995) est un homme politique colonial tchadien, leader de la fraternité islamique Tijaniyyah au Tchad.
- Apollinaire Guidimbaye, dit Doff (1983 -), artiste plasticien tchadien, y est né.
- Armiyaou Gombo, entrepreneur et homme d'affaires.